# Санту-Антониу-ду-Итамбе
Санту-Антониу-ду-Итамбе (порт. Santo Antônio do Itambé) — муниципалитет в Бразилии, входит в штат Минас-Жерайс. Составная часть мезорегиона Агломерация Белу-Оризонти. Входит в экономико-статистический микрорегион Консейсан-ду-Мату-Дентру. Население составляет 4692 человека на 2006 год. Занимает площадь 303,857 км². Плотность населения — 15,4 чел./км².

## История
Город основан 1 марта 1963 года.

## Статистика
- Валовой внутренний продукт на 2003 год составляет 11 238 886,00 реалов (данные: Бразильский институт географии и статистики).
- Валовой внутренний продукт на душу населения на 2003 год составляет 2420,09 реалов (данные: Бразильский институт географии и статистики).
- Индекс развития человеческого потенциала на 2000 год составляет 0,635 (данные: Программа развития ООН).